# Rabdophaga exsiccans
Rabdophaga exsiccans är en tvåvingeart som först beskrevs av Rubsaamen 1916.  Rabdophaga exsiccans ingår i släktet Rabdophaga och familjen gallmyggor. Inga underarter finns listade i Catalogue of Life.